# Nürnberger Stadtwurst

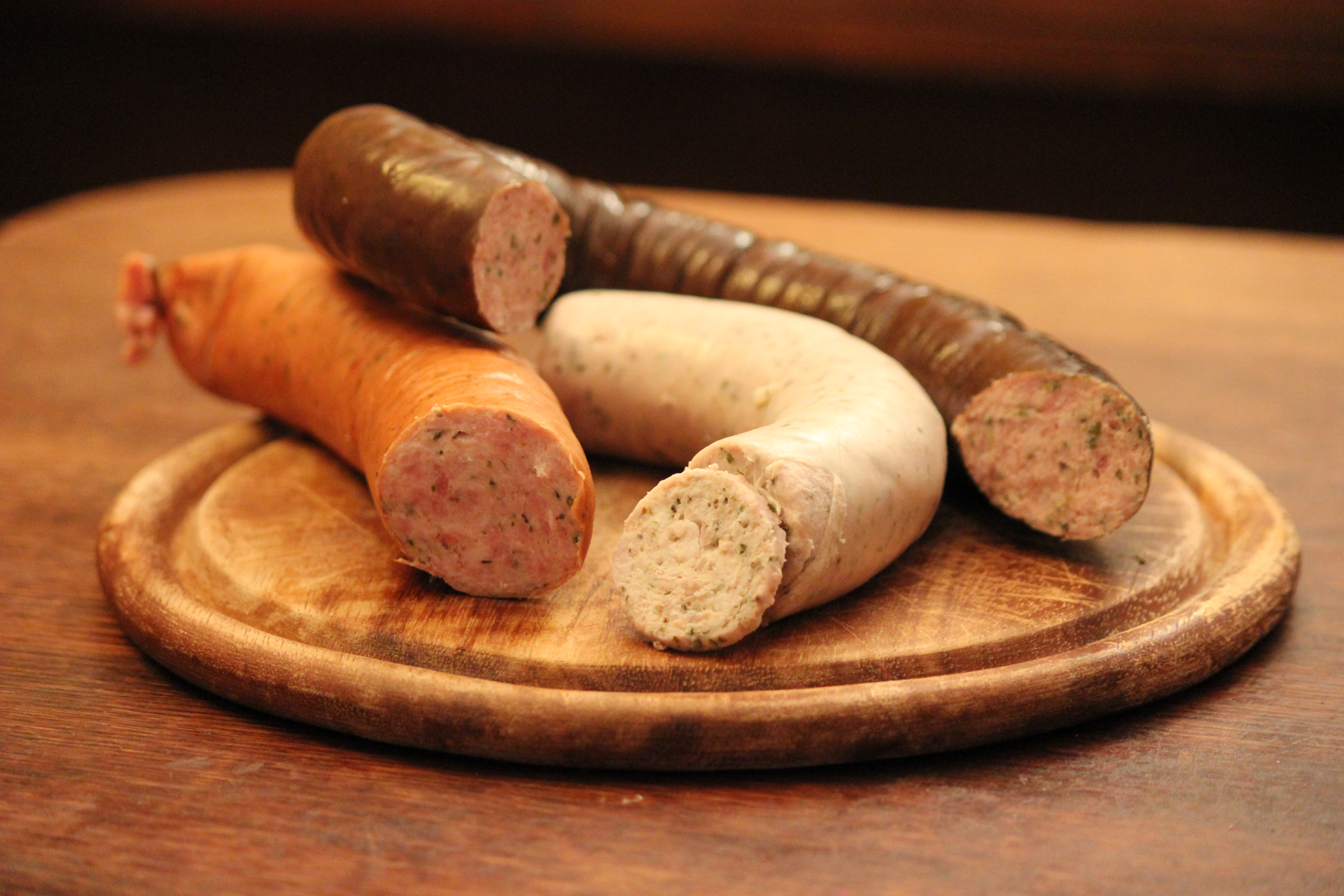
Fränkische Stadtwurst: rote, weiße und schwarze

Nürnberger Stadtwurst (auch Grobe Stadtwurst) ist eine Wurstsorte, welche der Stadt Nürnberg bzw. der Fränkischen Küche zugeordnet wird. 
Es handelt sich um eine Brühwurst mit grober Fleischeinlage. Die Herstellung entspricht der von Jagdwurst. Man verwendet Aufschnitt-Grundbrät, das mit Würfeln von fettarmem, sehnenfreiem Schweinefleisch und Schweinebauch vermischt wird. Typische Gewürze sind Pfeffer, Koriander, Mazis, Ingwer und Majoran. Zur Würze wie zur Rötung wird Nitritpökelsalz verwendet. Die Masse wird in Kunstdärmen mit Kaliber 40/50 oder Schweinedünndärme abgefüllt und 45 Minuten in Wasser bzw. Wasserdampf gegart (gebrüht). Anschließend werden die Würste 30 Minuten heiß geräuchert. Nach dem Abkühlen ist die Wurst sofort verzehrfähig.
Viele andere Wurstsorten ähneln der Wurst. Die Schlesische bzw. Schlesische Stadtwurst wird auf dieselbe Weise hergestellt. Grobe Fleischwurst und Grobe Lyoner werden ohne Majoran hergestellt. Für Grobe Weiße Lyoner wird daneben auch kein Pökelsalz verwendet.
Angeboten wird die Stadtwurst in verschiedenen Varianten: die einfache rötliche, die dunkelrote Hausmacher, die ungeräucherte Weiße und die geräucherte Schwarze. Die Hausmacher-Stadtwurst darf ausschließlich Schweinefleisch enthalten und besitzt äußerlich eine dunkelrote Farbe. Eine verbreitete Zubereitungsform ist die sogenannte Stadtwurst mit Musik: hierzu wird die gepellte Wurst in dünne Scheiben geschnitten, mit Essig und Öl mariniert, mit frischem Pfeffer und mit reichlich Zwiebelringen oder gehackten Zwiebeln bestreut.